# Buchholz (Schaumburg)
Buchholz è un comune della Bassa Sassonia, in Germania.
Appartiene al circondario della Schaumburg ed è parte della comunità amministrativa di Eilsen.